# Боргтиндерне
Боргтиндерне (дат. Borgtinderne) — горный хребет на востоке Гренландии, в коммуне Сермерсоок.

## Климат
Хребет расположен в зоне тундрового климата. Среднегодовая температура в районе составляет −12 °C. Самый теплый месяц — июль, когда средняя температура достигает 0 °C, а самый холодный — февраль, когда температура опускается до −21 °C.

## Боргетинде
Высочайшая вершина хребта — Боргетинде (дат. Borgetinde) высотой 3296 м. Гора популярная среди альпинистов. Это одна из самых высоких вершин Гренландии.
Вершина была впервые покорена в 1972 году экспедицией Шеффилдского университета. Второе восхождение на вершину прошло в 2000 году. В 2007 году была предпринята третья попытка восхождения, но из-за угрозы лавины восхождение не состоялось.